# Raiffeisenbank Nördliche Bergstraße
Die Raiffeisenbank Nördliche Bergstraße eG ist eine Genossenschaftsbank mit Sitz in der hessischen Gemeinde Bickenbach im Landkreis Darmstadt-Dieburg. Die Verwaltung hat ihren Sitz in Alsbach-Hähnlein.

## Geschichte
Die heutige Raiffeisenbank Nördliche Bergstraße eG wurde am 21. September 1890 gegründet und entstand 1972 als Raiffeisenbank Nördliche Bergstraße eGmbH durch die Fusion der Spar- und Darlehnskasse e.G.m.b.H. Hähnlein mit der Spar- und Darlehnskasse eGmbH Alsbach – beide mit Sitz in Alsbach-Hähnlein sowie der Spar- und Darlehnskasse e.G.m.b.H. Bickenbach mit Sitz in Bickenbach.

## Rechtsverhältnisse
Die Raiffeisenbank Nördliche Bergstraße eG ist im Genossenschaftsregister beim Amtsgericht Darmstadt unter GnR 262 eingetragen.

## Organisationsstruktur
Rechtsgrundlagen sind das Genossenschaftsgesetz und die durch die Generalversammlung beschlossene Satzung. Organe der Bank sind der Vorstand, der Aufsichtsrat und die Generalversammlung.

## Sicherungseinrichtung
Die Raiffeisenbank Nördliche Bergstraße eG ist der amtlich anerkannten Sicherungseinrichtung des Bundesverbandes der Deutschen Volksbanken und Raiffeisenbanken GmbH und der zusätzlichen freiwilligen Sicherungseinrichtung des Bundesverbandes der Deutschen Volksbanken und Raiffeisenbanken e.V. angeschlossen.

## Geschäftsausrichtung
Die Raiffeisenbank Nördliche Bergstraße eG betreibt das Universalbankgeschäft. Im Verbundgeschäft arbeitet sie mit der DZ Bank, R+V Versicherung, Bausparkasse Schwäbisch Hall, Teambank, VR Leasing,  DZ Hyp und der Union Investment zusammen.

## Geschäftsgebiet
Das Geschäftsgebiet liegt im Westen des Landkreises Darmstadt-Dieburg.
An diesen Orten betreibt die Bank Filialen:
- Alsbach-Hähnlein (Verwaltungssitz + 1 SB-GS)
- Bickenbach (juristischer Sitz)